# Владимир (пьеса)
«Влади́мир» (полное заглавие: «Владимир, всех славенороссийских стран князь и повелитель, от неверия тьмы во великий свет евангельский духом святим приведен в лето от рождества христова 988; нине же в преславной академии Могило-мазеповианской киевской, приветствующей ясневельможного его царского пресветлого величества войска запорожского обоих стран Днепра гетмана и славного чину святого Андрея апостола кавалиера Иоанна Мазепи, превеликого своего ктитора, на позор российскому роду от благородных российских сынов, доброе зде воспитуемых, действием, еже от поетов нарицается трагедокомедия, лета господня 1705, июля 3 дня, показанный») — «трагедокомедия» Феофана Прокоповича, написанная силлабическим стихом на сюжет о крещении Руси. 
Была поставлена в Киевской духовной академии в 1705 году силами учеников; не была напечатана, в дальнейшем распространялась в списках. Написана на церковнославянском языке украинского извода. Одно из первых оригинальных светских драматических произведений русской литературы, к которому прослеживают истоки «идеологической» драматургии XVIII века. Комические части «Владимира» в определённой степени перекликаются с позднейшими комедиями А. Сумарокова. Первое издание текста целиком последовало только в 1874 году, в 1961 году пьеса была включена в научное собрание сочинений Феофана Прокоповича.

## Сюжет, композиция и жанровые особенности
Феофан Прокопович, вернувшись в 1704 году из Италии в Киев, получил звание профессора пиитики Киево-Могилянской академии. Свою пьесу он написал в рамках учебного курса поэзии; его студенты участвовали в первой постановке 3 июля 1705 года. Пьеса по содержанию была прямо связана с проповедью Феофана в день Владимира Равноапостольного и имела дидактическое и публицистическое значение.
В основу сюжета была положена борьба князя Владимира с языческими жрецами, врагами Христовой веры. Борьба эта двойственна: помимо внешних врагов, князя одолевают страсти и приманки языческой жизни. Пьеса сочетала признаки высокого и низкого жанра, поскольку была одновременно политической апологией Владимира — реформатора, и сатирическим осмеянием поборников невежественной старины. Жанр «трагедокомедии» был заложен ещё Плавтом. В учебнике поэтики иезуита Понтана, используемом Феофаном, трагедокомедия определялась как сочинение, в котором «вещи смешные и забавные перемешиваются с серьезными и печальными и лица низкие — с знаменитыми».

### Пролог и простазис
Пьеса была полностью выдержана в духе теоретических положений, которые Феофан Прокопович излагал в курсе пиитики. «Владимир» состоит из пролога, пяти актов и эпилога; причем пролог является прозаическим предисловием, а далее кратко излагается содержание пьесы. В первом акте — «простазисе» — представлено явление тени убитого Владимиром брата Ярополка, посланной адом верховному жрецу Перуна Жериволу, орудию адских сил. В числе прочего тень сообщает о намерении Владимира переменить веру и упразднить языческих богов. Проявилось это в том, что накануне князь принёс богам одного только козла. Далее Ярополк рассказывает о борьбе с Владимиром:
Един со двоими

Всуе брахся, весь люти на мечах носимий.

Яко медведь, емуже в перси ловец силний

Вонзет рожен, мечется всуе и бездильний

Гнев ярит и олико борется крепчае,

Толико в онь железо входит глубочае,

Сице аз бедний брахся.
В результате их общения Жеривол заявляет, что желает вступить в борьбу с Владимиром.

### Эпистазис и катастазис
Развитие действия начинается во втором акте — «эпистазисе». Жрец Пияр рассказывает другому жрецу — Курояду, что видел бегущего Жеривола в лесу. Страшно вопия, верховный жрец созывает адские силы для отпора Христову закону. По заклинаниям Жеривола являются бесы мира, плоти и хулы. Каждый из них обещает помешать Владимиру принять христианство. Третий акт — «катастазис» — представляет зрителям изображение препятствий и замешательств. Владимир, уже испытывая отвращение к язычеству, полон колебаний, и советуется со своими сыновьями — Борисом и Глебом. Глеб рекомендует отцу послушать греческого философа, и в этот момент является Жеривол, сетуя, что боги умирают с голода, но Владимир смеется над его словами. Далее происходит спор грека и Жеривола, причём жрец бранится и задаёт бессмысленные вопросы. Философ — в духе богословских воззрений Прокоповича — разъясняет Владимиру основные догматы христианского учения и окончательно располагает его к себе и к христианской вере.
Четвёртый акт продолжает катастазис и содержит «приступ» к развязке. Почти весь этот акт занимает монолог Владимира, передающий его душевную борьбу. Содержательно он включает почти всю проповедь Прокоповича на день Владимира. Владимира искушают насланные Жериволом бесы, и он почти поддаётся им, в конце концов побеждает гордыню:
Дым есть токмо — людская хула и слава!

А яко стар учуся — то ли будет бидно:

Учитися доброго во всяком не стыдно

Есть времени: «до смерти (обще гласит слово)

Всяк человик учится».
На смену искушением славы приходят искушения плоти:
Отсюду мнится неподобно

Учение христово: учит утоляти

Похоть плотскую. Како её есть — уязвляти

Естество? Естеству се наносится нужда.

Кого убо он есть Бог? Воля Его чужда

Есть смотрения, Богу отнюдь не свойственна:

Аще Он есть создатель мира вещественна,

То почто созданию Своему противный

Закон вносит? Аще же ин кто мир сей дивний

Произведе в бытие, ин убо кто мира

Начало есть, убо есть о Нем ложна вира.
Когда Владимир одолевает и это искушение, вослед ему раздаётся пение хора. «Прелесть», олицетворяющая триста жен, поёт ему песню, напоминающую ему о его былых утехах.

### Развязка и эпилог
Пятый акт — «катастрофа», то есть развязка. Князь запрещает жрецам приношения и они умирают от голода, идолов повелено всюду сокрушать и отдавать народу на поругание. Вожди Мечислав и Храбрый заставляют самих жрецов низвергать своих богов. Жрецы в ответ грозят всякими бедствиями, если будет сокрушён Перун, но вожди доводят дело до конца. В последнем явлении вестник приносит грамоту князя, принявшего в крещении имя Василия:
Оставльше кумиры

Бездушниа, восприя истинния виры

Истинный закон Христов.
После этого звучит хор апостола Андрея с ангелами, в котором предвещается будущая судьба Киева. Апостол произносит панегирик гетману Ивану Мазепе, киевскому митрополиту Варлааму Ясинскому, Стефану Яворскому и другим. Особенно прославляются царь Пётр и Мазепа за покровительство Киево-Печерской лавре и академии.

## Поэтика

### Метрика и орфоэпия
Трагедокомедия Феофана Прокоповича в основном написана 13-сложным силлабическим стихом, при этом песни Курояда и Пияра написаны 8-сложным стихом, а хор Прелести — стихами с различным количеством слогов — от пяти до тринадцати. В своей поэтике автор подвёл под это идеологическое обоснование: «Если трагедия пишется на славянском или польском языке, то самым приличным для неё размером представляется тринадцатисложный стих, с соблюдением, однако, правила, чтобы редко вместе со стихом оканчивался смысл, но чтобы почти всегда смысл переносился из одного стиха в другой, иначе упустится многое из трагической важности». Новацией в поэтическом языке Прокоповича явилось рассечение тринадцатисложника, когда начало его заключает речь одного персонажа, а конец начинает речь другого персонажа, например:
Курояд

................

Се аз  ходих  на село курей  куповати.

И когда сие бяше?

Пияр

Горшее слышати

Вижду  ты  не случися, что глаголют  мнози.
Д. Благой отмечал в этой связи, что в ряде мест Феофану удаётся разрушить монотонное однообразие тринадцатисложных виршей и «сообщить несвойственную нашей силлабике динамичность, энергию».
В орфографии и орфоэпии Феофана буква «ять» в соответствии с украинским произношением означала «и». Отсюда его типичные рифмы: «мира — вира», «измину — едину», «огневидных — безбидных», «имиет — убиет» и проч. Для украинских рукописей того времени также было характерно смешение «и» и «ы», что также нашло отражение в ритмическом строе языка «Владимира».

### Языковые особенности
О. Буранок обращал внимание на специфику языка драмы, которая отличает его от поэтического языка вообще. Автор-драматург связан с жанровой природой творения, сюжетом и композицией, язык при этом играет далеко не формальную роль. Как и в других русских пьесах конца XVII—XVIII веков, художественное слово во «Владимире» превалировало над действием и сценическим жестом. Пьеса статична, о совершаемых поступках сообщается в рассказах героев. По-видимому, Феофан изначально стремился создать пьесу-диспут; характерно именование зрителей «слышателями» в прологе. Автор пытался индивидуализировать речи персонажей. Речь положительных героев — это проповедь, написанная высоким, книжным стилем. Греческий посол — Философ — пользуется стилем научного языка начала XVIII века, прямо и косвенно цитирует священные книги, упоминает
имена древних философов, употребляет, правда, умеренно, сравнения, метафоры и другие тропы. Структура монологов во «Владимире» строится в соответствии с правилами риторики: приступ, наращение и раскрытие темы, пафосная часть и, наконец, заключение. «Драматург ни разу не обрывает и не усекает
монолога персонажа, он не даёт герою уйти в сторону в раскрытии мысли, увлечься. Речь продумана, точна, ясна и по мысли, и по способу выражения, рационалистична». Принципиально по-другому выстроены речи жрецов. Индивидуализация речи отрицательных (то есть комических) персонажей создаётся использованием живого разговорного языка своего времени с сильной примесью жаргонной (если не в языковом, то в смысловом плане) лексики. По мнению В. М. Живова, Феофан стремился к разрушению основ церковнославянской образованности, поскольку противостоял клерикальной оппозиции, считая, что она «рассчитана на простецов». Соответственно, и выбор языкового регистра у Феофана функционально мотивирован, — языковые характеристики зависели от заданности текста.

### Историческая драматургия
В советском литературоведении возобладала идея, что Феофан первым в русской драматургии обратился к отечественной истории как к теме пьесы. История Киевской Руси дозволяла драматургу большую свободу в утверждении пропагандистских идей и создания политических аллюзий. Крещение Руси тем самым становилась первой реформой, сопоставимой с петровскими преобразованиями. Позднее это станет постоянной темой Прокоповича: в предисловии к «Морскому уставу» он писал, что «самое начало истории — владычество первых киевских князей — было в сущности предвосхищением дел Петра».
Феофан достаточно жёстко придерживался теоретических постулатов Понтана и канона классицизма. Выбор исторического сюжета сопровождался единством действия, места и времени. Пятиактная пьеса, тем самым, изображала лишь один эпизод из жизни Владимира — принятие им крещения. Действие происходит в небольшой период времени, не превышающий положенных сроков, и в одном месте — в Киеве. Действия и события, предшествующие основному действию, передаются в речах Ярополка, жрецов, вождей Мечислава и Храброго. В то же время, Феофан утверждал, что поэт должен подмечать мелочи, бесполезные и излишние в историческом сочинении. Поэтому достаточно сложно говорить об исторических источниках трагедокомедии, отсутствуют существенные заимствования из житийной литературы, а из распространённого в XVII—XVIII веках «Синопсиса» драматург позаимствовал лишь сведения о языческих богах Позвизде, Купало, Мошко, Коляде, Волосе, о которых нет упоминания в летописях. Однако главную драматическую ситуацию Феофан извлёк из «Повести временных лет», причём именно содержательные особенности летописи определили узловые моменты каждого действия пьесы. Многие места в тексте почти аналогичны летописным, то есть авторитет первоисточника для Феофана Прокоповича имел не только историческую, но и эстетическую сторону, определял стилистику и поэтику.
Персонажи пьесы довольно чётко разведены по противоборствующим лагерям: сторонники преобразований — сам Владимир, его сыновья Борис и Глеб, Философ, вождь Мечислав, воин Храбрий; противники преобразований — Ярополк, жрецы и помогающие им бесы (аллегорические образы). Однако Владимир не укладывается в рамки, тем более, что историческое лицо введено в художественный, вымышленный контекст, а зритель или читатель имеет своё представление о герое. Официальные круги и церковь стремилась закрепить память о житийном Владимире — подвижнике и крестителе Руси. Напротив, в фольклоре прославляются его пиры, походы, любвеобильность, и прочее, но почти нет упоминаний как о крестителе. Феофан не стал следовать ни одной из этих схем. О. Буранок обращал внимание, что в «Повести временных лет» Владимир Святославович резко критикуется за
убийство брата Ярополка, за свойственные ему лживость и коварство; «особенно непримирим автор начального летописного свода к язычнику-прелюбодею; неодобрительно рисует летописец крутые меры князя во время принятия народом христианства». Для образа Владимира многое дано в антитетической рифме «брат — враг» (в первом действии с тенью Ярополка). Драматург не опровергает фактов братоубийства или женолюбия; Жеривол обличал князя как лицемера и ханжу, причём языческого жреца в первую очередь беспокоила меркантильная сторона религиозности. Д. Благой и Г. Гудзий отмечали, что это были проблемы, которые чрезвычайно волновали Феофана — будущего епископа.
Третий акт пьесы построен не только на внешней борьбе героя с тем, что ему противостоит, но и на разрешении сильнейших внутренних противоречий ценой больших душевных сомнений. Г. А. Гуковский видел в этом сильное отличие трагедокомедии Феофана от обычных для тогдашнего классицизма школьных драм. При этом психологическая борьба Владимира со старыми представлениями и плотскими страстями, разворачивающаяся в третьем и четвёртом действиях, уже представлены намеком зрителю во втором акте.

## Литературное влияние
По мнению Т. Автухович и Л. Софроновой, Феофан Прокопович по своим идейно-эстетическими взглядам являлся предклассицистом, соответственно, его «Владимир» предвосхитил русскую драматургию классицизма; в пьесе не отразилось существенно влияние искусства барокко. О. Буранок выявил прямое влияние Феофана на теорию и практику драматургии В. К. Тредиаковского. Тредиаковский, как и Феофан, начинал своё творчество в школьном театре (Славяно-греко-латинской академии в Москве), обратившись к историческим темам, правда, античным, в пьесах «Ясон» и «Тит, Веспасианов сын». Тредиаковский, так же как и Прокопович, проводил прямые параллели между историческими персонажами и окружением Петра I. Так, Веспасианом именовали иногда Алексея Михайловича — отца самодержца. В трагедии «Деидамия», написанной в 1750 году во время «литературной войны» с Ломоносовым, Тредиаковский выстроил сюжет и конфликт по принципам классицизма, явно при этом ориентируясь на «Владимира». И Владимир, и Деидамия находятся в состоянии острой внутренней борьбы, «духовной брани» с самим собой, поставленные перед необходимостью сделать выбор между чувством и разумом. И выбор этот не только принципиально важен для судеб персонажей пьес, но и общественно значим (как того требует жанр трагедии). Деидамия, посвящённая Диане и обречённая на безбрачие, не может ответить на чувства Ахилла. Примечателько, что в античных источниках отсутствовал мотив посвящения, он был измышлен Тредиаковским, чтобы заострить борьбу чувства и долга. Взаимная страсть — прямое нарушение каждым своего долга: Ахиллу «надобно быть» в Трое, а для этого оставить свою возлюбленную; Деидамия же не имеет права на брак, а значит и на любовь. И у Владимира, и у Деидамии с Ахиллом есть как «помощники», так и «противники» на их пути к принятию решения. Роль Философа в трагедии Тредиаковского исполняет Улисс, который помогает героям осознать свой долг. Есть и существенные отличия: если Феофан Прокопович необходимость и закономерность реформы раскрыл через изображение внутреннего мира главного героя, перипетий его «духовной брани» с самим собой, то у Тредиаковского единственно верное решение принимается героями в силу сложившихся обстоятельств, причём сначала эти обстоятельства привели к заблуждению, а затем к прозрению героев.
Оказался тесно связан с наследием Феофана Прокоповича и А. П. Сумароков — создатель оригинального репертуара русского театра. Практически все исследователи возводили истоки его драматургии к русскому школьному театру, но лишь В. И. Фёдоров (анализируя трагедию «Хорев») истоки критицизма Сумарокова возводил и к Феофану Прокоповичу. Сумароков заимствовал из ранней русской драматургии, такие черты как психологизм героев, их живость, «текучесть человеческих чувств и настроений», «переменчивость счастья», беспокойство, напряжённость, что в полной мере было представлено во «Владимире».

## Текстология и археография. Издания
Автограф «Владимира» не сохранился. Научное издание текста 1961 года, выполненное И. П. Ерёминым, базировалось на списках XVIII века:
1. Рукописный сборник 1751 года (сигла «Т», коллекция Ф. А. Толстого, РНБ), включающий стихотворные послания Феофана Антиоху Кантемиру, шесть сатир Кантемира, собственно, «Владимира» (л. 64 — 88 об), стихотворения Тредиаковского, Ломоносова, Сумарокова, и многие другие тексты. Тексты переписаны мелкой украинской скорописью. «Владимир» вводится развёрнутым заглавием и кратким «Прологом к слышателем», отсутствующим в других списках. Завершается текст пометой «Конец трагедокомедии, сложенной трудом Феофана Прокоповича»[35].
2. Рукопись Львовской библиотеки Академии наук Украины (сигла «Л»); тетрадь из 24 листов in quarto, исписанная мелкой украинской скорописью первой половины XVIII века. Обнаружена В. Щуратом в 1906 году в униатском монастыре в Крехове. Текст без заглавия с пометой «Трагедокомедия». Текст крайне дефектный, со множеством ошибок, искажений смысла, пропуском целых слов и стихов; по-видимому, записанный под диктовку[36].
3. Рукопись Киевской духовной академии (I. III. 92. 13; сигла «К») — сборник сочинений Ф. Прокоповича, включая латинские риторику и поэтику 1726—1727 годов. «Владимир» переписан на листах 330—358об. украинской скорописью XVIII века. Текст сверен и исправлен по рукописи, очень близкой «Т»; исправления внесены почерком того же времени на полях другими чернилами[37].
4. Рукопись Московской духовной академии (ф. 173, № 163, ныне в РГБ), обозначаемая сиглой «М». Сборник, включающий «Епиникион» Феофана, слова и речи Сильвестра Кулябки, Тимофея Щербатского, и других. Переписан украинской скорописью XVIII века. «Владимир» занимает листы 207—230, без заглавия, обозначен как «Трагедокомедия». В списке много индивидуальных чтений, исправлений, перестановок слов иногда в ущерб стихотворному размеру. В одном месте пятого действия слова Курояда переданы Пияру и наоборот (V. 16, 17 — 23)[38].
5. Рукопись Государственного исторического музея (Москва), Успенское собрание, № 86/1155. Сигла «У». Рукописный сборник 1740-х годов, переписанный полууставом, переходящим в скоропись. Является копией рукописи, составленной по приказу Феофана Прокоповича и преподнесённой герцогу Голштинии Карлу-Фредерику и Анне Петровне не позднее 1728 года, о чём свидетельствует авторское посвящение. Включает, в основном, речи и панегирики. «Владимир» переписан на листах 10 — 38, текст его близок рукописи «М», но с ещё большим числом индивидуальных отступлений. В частности, ряд славянизмов и украинизмов оригинала переведены на русский язык, пропущены отдельные слова. Список свидетельствует, что сам Феофан не правил собственных текстов[39].
6. Рукопись РГБ (собрание Долгова ф. 92, № 5850), сигла «Д». Сборник, переписанный скорописью и полууставом второй половины XVIII века; включает «Милость Божию» Трофимовича и некоторые письма Феофана. При переплёте листы были перебиты, поэтому «Владимир» занимает листы 37 — 66 об. и 79 — 84. Текст пьесы демонстрирует максимальную близость к рукописи «К». Индивидуальные чтения, как правило, искажают текст[40].

По мнению И. Ерёмина, все описанные рукописи «Владимира» можно подразделить на две группы, первая из которых представлена единственным списком «Т»; во вторую группу входят все остальные. Авторский текст, по-видимому, точнее всего передан именно в списке «Т». Не исключена также возможность, что несколько стихов второго и третьего актов в рукописях «Д», «Л» и «М» отражают последующее редактирование, проведённое Феофаном. После измены И. Мазепы писцы стали вносить исправления в рукописи. В списках «Т» и «Д» убрано упоминание о Мазепе из заглавия, а в списках «К», «М», «У» пространное заглавие вообще не переписывалось, то же касается и пролога. В списке «М» стих V, 308 исправлен, чтобы не упоминался «Иоанн».
Впервые в печатном виде тексты «Владимира» (стихотворные отрывки и пролог в прозе) были представлены публике в 1862 году П. П. Пекарским в его исследовании «Наука и литература в России при Петре Великом». Первое полное печатное издание «Владимира» было осуществлено в 1874 году Н. С. Тихонравовым. Задачей его была реконструкция авторского текста; в основу издания был положен список «М», правленый по «К» и «У»; из списка «Т» было взято полное заглавие и «Пролог», но разночтения не использовались. По словам И. Ерёмина, чтения Тихонравова удачно исправляли недостатки рукописей второй группы. Текст Тихонравова и его исследовательская статья воспроизводились в 1898 году в серии «Русская классная библиотека».
В 1961 году Пушкинским домом было предпринято научное издание сочинений Феофана Прокоповича, основную текстологическую работу проводил И. Ерёмин. В основу издания «Владимира» был положен список «Т»; заглавие и «программа» были сделаны по списку «Л». В издании были учтены многочисленные разночтения, при исправлении всегда имелась в виду метрика стиха. Отрывки «Владимира» также публиковались А. В. Западовым в хрестоматии «Русская литература XVIII века, 1770—1775» (издательство «Просвещение», 1979).